# Ohio Players
Ohio Players — американський фанк-гурт, найбільш популярний у 1970-х роках. Вони найбільш відомі своїми піснями «Fire» і «Love Rollercoaster», а також своїми еротичними обкладинками альбомів, на яких зображені оголені або майже оголені жінки. Багато жінок були моделями для Playboy.

## Історія
Гурт був створений у Дейтоні, штат Огайо у 1959 році як Ohio Untouchables і спочатку включав членів Роберта Уорда (вокал/гітара), Маршалла «Рок» Джонса (бас), Кларенса «Сатча» Сатчелла (саксофон/гітара)), Корнеліуса Джонсона (ударні) і Ральфа «Пі Ві» Міддлбрукса (труба/тромбон). У той час вони були найбільш відомі як група підтримки The Falcons.
Уорд виявився ненадійним лідером, який іноді сходив зі сцени під час концертів, змушуючи групу припинити гру. Зрештою, група пообіцяла продовжувати грати навіть після його відходу. Уорд і Джонс посварилися в 1964 році, після чого група розпалася.
Уорд знайшов нових учасників, і основні члени групи повернулися до Дейтона. Вони замінили Уорда на 21-річного Лероя «Sugarfoot» Боннера (гітара), який став фронтменом групи, і додали Грега Вебстера (ударні). Щоб задовольнити музичні уподобання Боннера щодо групи («R&B з невеликою родзинкою») і щоб уникнути конкуренції з Уордом, група змінила свій формат. До 1965 року група перейменувала себе в Ohio Players, відображаючи самосприйняття її учасників як музикантів і дамських чоловіків.
Група додала ще двох співаків, Боббі Лі Фірса та Дача Робінсона, і стала домашньою групою для нью-йоркського Compass Records. У 1967 році вони додали вокалістку Хелену Фергюсон Кілпатрік.
Група знову розпалася в 1970 році. Після повторного формування складу, який включав Боннера, Сатчелла, Міддлбрукса, Джонса, Вебстера, трубача Брюса Напіра, вокаліста Чарльза Дейла Аллена, тромбоніста Марвіна Пірса та клавішника Уолтера «Джуні» Моррісона, гравці мали невеликий хіт на детройтськосу лейблі Westbound із піснею «Pain» (1971), яка потрапила до топ-40 чарту R&B Billboard. В цей час до групи приєднався Джеймс Джонсон як вокаліст і саксофоніст. Дейл Аллен поділився співпровідним вокалом у деяких ранніх матеріалах Westbound, хоча він не згадувався в їхніх альбомах Pain and Pleasure. Саме в Westbound Records група зустріла Джорджа Клінтона, який захоплювався їхньою музикою. На авангардних обкладинках двох альбомів була лиса модель у чорному шкіряному бікіні з шипами Пет «Running Bear» Еванс, яка пізніше прикрасила інші альбоми Ohio Players, зокрема Climax, Ecstasy та Rattlesnake.
Першим великим хітом гурту став «Funky Worm», який посів 1 місце в R&B-чарті Billboard і досяг 15 місця в Hot 100 у травні 1973 року. Він був проданий понад мільйон копій і був нагороджений золотим диском від RIAA. Група підписала контракт з Mercury Records у 1974 році. На той час їхній склад знову змінився: клавішник Біллі Бек замість Моррісона та Джиммі «Даймонд» Вільямс на барабанах замість Вебстера. У пізніших альбомах вони додали другого гітариста/вокаліста Кларенса «Чет» Вілліса та конгуеро Роберта «Куумба» Джонса. Тим часом клавішник Уолтер «Джуні» Моррісон записав три альбоми самостійно, перш ніж приєднатися до Funkadelic як ініціатор їхнього хіта One Nation Under a Groove. Інтернет-історія перед концертом у червні 2017 року показала, що Біллі Бек, Джиммі «Даймонд» Вільямс, Кларенс «Чет» Вілліс і Роберт «Румба» Джонс все ще виступають.
У період з 1973 по 1976 рік у гурту було сім топ-40 хітів. Серед них «Fire» (№ 1 як у R&B, так і в поп-чартах протягом двох тижнів і одного тижня відповідно в лютому 1975 року та ще один мільйон продажів) і «Love Rollercoaster» (№ 1 у R&B та поп-чартах протягом одного тижня). у січні 1976 року. Група також взяла саксофоніста Джеймса Джонсона. Останнім великим хітом групи був «Who'd She Coo?» у серпні 1976 року. Це був їхній єдиний успіх у Сполученому Королівстві, де в липні 1976 року він досяг 43 позиції в UK Singles Chart. Їхній заголовний трек «Ecstasy» з альбому 1973 року «Ecstasy» був семплований Jay-Z на «Brooklyn's Finest» з альбому Reasonable Doubt 1996 року, у якому звучить The Notorious B.I.G..
У 1979 році троє членів групи сформували Shadow, яка випустила три альбоми. Реконфігурація Ohio Players записувалася до 1980-х. Вони також випустили три альбоми в те десятиліття, Tenderness, Ouch! і Graduation. У 1993 році вийшла ще одна збірка Orgasm.
У серпні 2013 року Ohio Players було введено до Зали слави ритм-енд-блюзу в аудиторії Waetjen Університету штату Клівленд під час інавгураційного заняття.

## Склад
Класичний склад
- Маршалл «Рок» Джонс — бас-гітара (1959—1984)
- Джеймс «Даймонд» Вільямс — барабани, куранти, перкусія, головний і бек-вокал, тембали, конги (1974—1980; невідомо — дотепер)
- Вільям «Біллі» Бек — фортепіано, рояль, орган, орган Hammond B-3, фортепіано Rhodes, електропіаніно Wurlitzer, фортепіано RMI Electra, клавінет, ARP Odyssey, струнний ансамбль ARP, перкусія, головний та бек-вокал (1974—1980; невідомий–сьогодні)
- Лерой «Шугарфут» Боннер — гітара, перкусія, головний та бек-вокал (1964—1997)
- Ральф «Пі Ві» Міддлбрукс — труба, тромбон і бек-вокал (1959—1984)
- Кларенс «Сетч» Сатчелл — баритон-саксофон, тенор-саксофон, сопрано-саксофон, альт-саксофон, флейта, перкусія, головний та бек-вокал (1959—1980)
- Марвін «Мерв» Пірс — труба, флюгельгорн, клапанний тромбон і фон-вокал (1972—1982)

Інші члени
- Роберт Ворд — гітара (1959—1964)
- Корнеліус Джонсон — ударні (1959—1964)
- Грегорі «Ґреґ» Вебстер — ударні (1964—1974)
- Боббі Лі Фірс — вокал (1964—1970)
- Датч Робінсон — вокал (1964—1970)
- Хелена Фергюсон Кілпатрік — вокал (1967—невідомо)
- Чарльз Дейл Аллен — вокал (1970? — невідомо)
- Брюс Напір — труба (1972—1974)
- Волтер «Джуні» Моррісон — клавішні (1970—1974)
- Джеймс Джонсон — вокал, саксофон (1971? — невідомо)
- Кларенс «Чет» Вілліс — гітари (1977—1980; невідомо — сьогодні)
- Роберт «Куумба» Джонс — конги (1977–тепер)
- Вес Боутмен — клавішні (1980—1981)
- Джиммі Семпсон — ударні (1981—1982)

## Колишні учасники
- Кларенс Сатчелл (15 квітня 1940 — 30 грудня 1995) помер після перенесеної аневризми головного мозку у віці 55 років[17].
- Ральф Міддлбрукс (20 серпня 1939 — 15 листопада 1997) помер від раку[18][19].
- Вінсент Томас («Венні Ву») (26 січня 1958 — 16 лютого 2008) помер від раку у своєму рідному місті Лаббок, штат Техас.
- Роберт Уорд (15 жовтня 1938 — 25 грудня 2008) помер удома[20].
- Корнеліус Джонсон (12 липня 1937 — 1 лютого 2009)[21].
- Лерой «Шугарфут» Боннер (14 березня 1943 — 26 січня 2013) помер від раку у віці 69 років[22].
- Маршалл «Рок» Джонс (1 січня 1941 — 27 травня 2016) помер від раку в Х'юстоні, штат Техас, у віці 75 років. Він був останнім вижив учасником складу Ohio Untouchables[4][23][24].
- Волтер «Джуні» Моррісон (1954 — 21 січня 2017) помер у віці 62 років[25][26].
- Шон Дедрік помер 2 травня 2018 року у віці 55 років від хвороби в Дейтоні.
- Грегорі «Ґреґ» Вебстер (4 січня 1938 — 14 січня 2022)[27] помер у віці 84 років. Він був останнім живим учасником оригінального складу Ohio Players[28].

## Дискографія

### Альбоми
- Observations in Time (1969)
- Pain (1972)
- Pleasure (1972)
- Ectasy (1973)
- Skin Tight (1974)
- Fire (1974)
- Honey (1975)
- Contradiction (1976)
- Angel (1977)
- Mr. Mean (1977)
- Jass-Ay-Lay-Dee (1978)
- Everybody Up (1979)
- Tenderness (1981)
- Ouch! (1981)
- Graduation (1984)
- Back (1988)

### Компіляції
- First Impressions (1972)
- The Ohio Players (1974)
- Climax (1974)
- Greatest Hits (1975)
- Rattlesnake (1975)
- Gold (1976)
- The Best of the Early Years, Vol. 1 (1977)
- The Best of the Westbound Years (1991)
- Orgasm: The Very Best of the Westbound Years (1993)
- Funk on Fire: The Mercury Anthology (1995)
- The Best of Ohio Players (1997)
- 20th Century Masters: Millennium Collection — The Best of Ohio Players (2000)
- Gold [2008] (2008)[29][30]
- Icon (2014)